# Vorsteuerung

Vereinfachter Signalflussplan einer einfachen Vorsteuerung

Die Vorsteuerung bezeichnet ein Element des Reglerentwurfs, das die Stellgröße mit einem Wert beaufschlagt, der unabhängig von den Zuständen der Regelstrecke und daraus resultierenden Messungen ist. Die Vorsteuerung ermöglicht die Berücksichtigung des Stellgrößen-Bedarfs, der aufgrund des Sollwertverlaufs zu erwarten ist. Da sie eine Steuerung ist, kann sie das Führungsverhalten verbessern, ohne die Stabilität zu gefährden.
Analog können auch gemessene Störgrößen aufgeschaltet werden. In diesem Fall spricht man von Störgrößenaufschaltung.

## Beispiele

### Positionssteuerung
Bei der Positionssteuerung wird bei einem Sollwertsprung für die Position meist ein Referenzprofil für Geschwindigkeit und Beschleunigung generiert. Entsprechend dem Sollwertverlauf und einem linearisierten Strecken-Verhalten wird eine Vorsteuerung berechnet, die ohne weitere Stellgrößenanteile die linearisierte Strecke entsprechend den Referenzprofilen positionieren würde. Der eigentliche Regler, also die anderen Stellgrößenanteile, müssen dann nur noch Nichtlinearitäten und unbekannte äußere Einflüsse ausregeln.

### Klimaregler in Automobilen
Die meisten Klimaanlagen von Automobilen berücksichtigen den äußeren Einfluss von Außentemperatur und Sonneneinstrahlung durch eine Vorsteuerung.

Hierbei wird im Wesentlichen der Stellgröße ein Wert proportional zur Differenz von Außen- und Innenraumtemperatur beaufschlagt sowie ein weiterer Wert proportional zur Intensität der Sonneneinstrahlung. So kann die Wärmeübertragung von außen neutralisiert werden.
Zum Teil werden in Klimaregelern auch weitere Einflüsse wie geöffnete Fenster (Konvektion) und die Anzahl der Personen im Fahrzeug (interne Wärmequellen) durch Vorsteuerungen berücksichtigt.